# Champigny-le-Sec
Champigny-le-Sec is een plaats en voormalige gemeente in het Franse departement Vienne (regio Nouvelle-Aquitaine) en telt 800 inwoners (1999). De plaats maakt deel uit van de gemeente Champigny en Rochereau in het arrondissement Poitiers.

## Geschiedenis
De gemeente werd aan het einde van de achttiende eeuw opgericht. In 1819 werd de voormalige gemeente Liaigues opgeheven en gevoegd bij Champigny-le-Sec. Champigny-le-Sec is op 1 januari 2017 gefuseerd met de gemeente Le Rochereau tot de gemeente Champigny en Rochereau. 

## Geografie
De oppervlakte van Champigny-le-Sec bedraagt 24,1 km², de bevolkingsdichtheid is 33,2 inwoners per km².
De onderstaande kaart toont de ligging van Champigny-le-Sec met de belangrijkste infrastructuur en aangrenzende gemeenten.

## Demografie
Onderstaande figuur toont het verloop van het inwonertal (bron: INSEE-tellingen).